# Salmophasia orissaensis
Salmophasia orissaensis är en fiskart som först beskrevs av Banarescu, 1968.  Salmophasia orissaensis ingår i släktet Salmophasia och familjen karpfiskar. Inga underarter finns listade i Catalogue of Life.